# 井上優士
井上 優士（いのうえ ゆうし、2000年7月21日 - ）は、ジャパンラグビーリーグワン花園近鉄ライナーズに所属するラグビー選手。

## プロフィール
- 福岡県出身[1]。
- ポジションはプロップ(PR)。
- 身長 182 cm、体重 105 kg

## 来歴
2011年、小学校5年生の頃、福岡の春日リトルラガーズでラグビーを始める。
2019年、筑紫高校卒業後、東海大学に入学。
2022年、東海大学体育会ラグビーフットボール部のFWリーダーに就任。
2023年1月、アーリーエントリーで花園近鉄ライナーズに加入。同年3月11日に行われたJAPAN RUGBY LEAGUE ONE第11節トヨタヴェルブリッツ戦にて途中出場でリーグワン公式戦初出場を果たした。同月、東海大学卒業。